# Horismenus nitens
Horismenus nitens är en stekelart som först beskrevs av Howard 1892.  Horismenus nitens ingår i släktet Horismenus och familjen finglanssteklar. Inga underarter finns listade i Catalogue of Life.